# تری ین
تری ین (به لاتین: Trí Yên) یک سکونتگاه مسکونی در ویتنام است که در استان باک گیانگ واقع شده‌است.